# Entfernungstabelle
Eine Entfernungstabelle gibt die Entfernung zwischen zwei geographischen Orten an, wobei es sich häufig um Großstädte handelt. Die Entfernung wird dabei in der Luftlinie oder für ein bestimmtes Verkehrsmittel angegeben. 
Entfernungstabellen findet man u. a. in Atlanten. 
Allerdings finden sich Entfernungstabellen auch in der Informatik bzw. Kommunikationstechnik im Routing wieder. Auch die Ausgangssituation des graphentheoretischen Problems des Handlungsreisenden lässt sich durch eine Entfernungstabelle darstellen. Man spricht allerdings in der Graphentheorie nicht von Entfernungstabellen, sondern von Adjazenzmatrizen.

## Beispiel
|   | A  | B  | C  | D  | E  |
| - | -- | -- | -- | -- | -- |
| A | .  | 2  | 5  | 9  | 14 |
| B | 2  | .  | 7  | 15 | 27 |
| C | 5  | 7  | .  | 9  | 23 |
| D | 9  | 15 | 9  | .  | 12 |
| E | 14 | 27 | 23 | 12 | .  |

Aus der Entfernungstabelle oben lässt sich die Entfernung von A nach E ablesen, indem man auf der Rechtswertachse den Wert A aufsucht und in dieser Spalte nach unten wandert, bis auf der Hochwertachse der Wert E auftaucht. Man erhält somit die Entfernung 14.
Die Entfernungstabelle ist im simpelsten Fall symmetrisch bezüglich der Diagonalen und bietet damit in den beiden Dreieckshälften genau dieselbe Information.  
Oft befinden sich aber z. B. in einer Hälfte Entfernungsangaben für den Straßenweg und in der anderen Hälfte die für die Bahnverbindung. Alternativ kann die andere Hälfte auch für eine andere Ortsauswahl genutzt werden, z. B. Städte Deutschland und Städte Europa.